# Теорема Робертса о треугольниках

конфигурация из пяти прямых с тремя треугольниками.

Теорема Робертса о треугольниках утверждает, что среди областей, на которые {\displaystyle n} прямых в общем положении разрезают плоскость, найдётся хотя бы {\displaystyle n-2} треугольника.
Теорема знаменита простой формулировкой и большим числом ошибочных решений.
В частности, Робертс, именем которого названа теорема, дал ошибочное доказательство.
Эта задача была решена Шенноном только спустя 90 лет с момента постановки.

## Формулировка
Пусть на плоскости даны {\displaystyle n} прямых в общем положении, то есть никакие две не параллельны и никакие три не пересекаются в одной точке.
Тогда среди многоугольных областей, на которые эти прямые разрезают плоскость, найдётся хотя бы {\displaystyle n-2} треугольника.

## История
- Вопрос был сформулирован и решён Робертсом в 1889 году.
  - В 1972 году Бранко Грюнбаум указал на ошибку в доказательстве.
- В 1979 году Шеннон дал первое доказательство теоремы.
- В начале 1980-х задача стала популярна в математических кружках СССР.
- В 1985 году изящное элементарное доказательство, использующее линейную алгебру, дал Алексей Канель-Белов, оно было опубликовано только в 1992.
- В 1998 году простое чисто комбинаторное доказательство было представлено Штефаном Фелснером и Клаусом Кригелом
  - Их доказательство работает также для конфигураций псевдопрямых.

## О доказательствах

Конфигурация из пяти прямых в которой добавление шестой не увеличивает число треугольников.

- Стандартная ошибка заключается в попытке доказать, что при {\displaystyle n\geqslant 3} добавление одной прямой к конфигурации увеличивает число треугольников хотя бы на 1, и таким образом доказать теорему индукцией по {\displaystyle n}. Легко доказать, что добавление одной прямой не уменьшает числа треугольников, однако оно не всегда добавляет 1 к их числу.

- Идея Канеля-Белова состоит в следующем. Если число треугольников меньше {\displaystyle n-2}, то по стандартному рассуждению линейной алгебры можно закрепить две прямые и двигать остальные {\displaystyle n-2} параллельно так, что периметры всех треугольников остаются одинаковыми. При таком движении новых треугольников не образуется, и старые не могут «умереть». Используя такое движение, можно привести конфигурацию прямых к более простому случаю, в котором доказательство несложно.

- Идея Фелснерa и Кригелa состоит в следующем. В каждом куске разбиения посадим по цветку на каждую сторону, при которой сумма смежных с ней углов {\displaystyle <\pi }. Заметим что на каждую сторону посажен ровно один цветок, отсюда число цветков равно {\displaystyle n\cdot (n-2)}. Далее в заметим, что в каждом треугольнике ровно три цветка, а в ограниченном многоугольнике, отличном от треугольника, не больше двух цветков. Индукцией по {\displaystyle n} получаем, что число ограниченных многоугольников разбиения равно
{\displaystyle {\tfrac {1}{2}}\cdot (n-2)\cdot (n-1)}.

Значит, если число треугольников обозначить за {\displaystyle t}, получаем
{\displaystyle (n-2)\cdot (n-1)+t\geq n\cdot (n-2)},
откуда немедленно следует желанное {\displaystyle t\geq n-2}.

## Вариации и обобщения
- Утверждение остаётся верным если в конфигурации прямых нет параллельных и не все прямые проходят через одну точку.
- Аналогичная задача на проективной плоскости проще, {\displaystyle n} прямых вырезают хотя бы {\displaystyle n} треугольников. Эта оценка точная при  {\displaystyle n\geq 4}. Доказательство было дано Фридрихом Леви в 1926 году, оно основано на том, что каждая прямая граничит хотя бы с тремя треугольниками.
- Среди кусков {\displaystyle d}-мерного евклидова пространства, на которые его разбивают {\displaystyle n} гиперплоскостей в общем положении, найдётся хотя бы {\displaystyle n-d} симплексов.[источник?]